# رينيه من فرنسا
رينيه الفرنسية (25 أكتوبر 1510- 12 يونيو 1574) دوقة فيرارا منذ 31 أكتوبر 1534 حتى 3 أكتوبر 1559 بعد زواجها من إركولي الثاني دإستي حفيد البابا إسكندر السادس، كانت الطفلة الأصغر لوالديها لويس الثاني عشر ملك فرنسا وآن دوقة بريتاني. أصبحت فيما بعد داعمًا مهمًا للإصلاح البروتستانتي وحليفة جان كالفن.

## دوقة فيرارا
تزوجت في أبريل 1528 من إركولي الثاني، دوق فيرارا، والابن الأكبر لألفونسو الأول ديستي ولوكريسيا بورجيا. أصبحت تُعرف باسم ريناتا الفرنسية بعد هذا الزواج، تلقت رينيه من نسيبها وابن عمها فرانسوا الأول مهرًا وافرًا ومعاشًا سنويًا، توافقت البلاط التي جمعتها حولها في فيرارا، في ثلاثينات وأربعينات القرن الخامس عشر، مع التقليد الذي يتطلبه غرس العلم والفن ضمنيًا، بما في ذلك علماء مثل برناردو تاسو وفولفيو بيليغريني. أنجبت رينيه طفلتها الأولى: آنا، في عام 1531، وتبعها ألفونسو في عام 1533، ولوكريسيا في عام 1535، وحرصت على تلقيهم العلم بعناية.
توفي والد زوجها وتولى إركولي العرش في 31 أكتوبر 1534، لم يكد أن يُدلي قسم الولاء للبابا بولس الثالث حتى انقلب على الفرنسيين في بلاطه، وأغلبهم ممن أحضرتهم رينيه. استُفِّز من عددهم وتأثيرهم، ووجدهم مكلفين جدًا، فعمل على تأمين وسائل مباشرة أو غير مباشرة لفصلهم، ومن ضمنهم الشاعر كليمان مارو. جاء إلى فيرارا عالم اللاهوت البروتستانتي جان كالفن، الذي لا بد أن رحلته إلى إيطاليا توقفت هناك في مارس وأبريل 1536، وذلك بينما كانت كوريا (تجمع سكاني روماني) تحث الدوق على إبعاد الفرنسيين المشتبه بهم بالهرطقة ضد الكاثوليكية الرومانية. مضى كالفن عدة أسابيع في بلاطه في صيف عام 1536، وُزِّع عمل كالفن الرائع بعنوان تأسيس الديانة المسيحية في طبعتين لاتينيتين (في عامي 1536 و1539) في البلاط بسبب وصاية رينيه. حدث هذا في الوقت الذي بدأ فيه اضطهاد أولئك الذين اعتنقوا أو تعاطفوا مع الإيمان البروتستانتي في المنطقة، ومن ضمنهم منشد من عائلة جهانيت، وواحد من عائلة كورنيلان، ومن خدم الدوقة، وذلك بالإضافة إلى رجل دين من تورناي في بوشفورت، الذين أُسِروا أيضًا وحوكِموا. أما بالنسبة لقضية «الرجل قصير القامة»، الذي اعتبرته محاكم التفتيش تحت الشبهات أيضًا، فكان يجب التعرف عليه على أنه كليمان مارو وليس كالفن، وذلك على الرغم من نجاحه في الهروب.
محاكمة الهرطقة
لم تكن رينيه تتراسل فقط مع عدد كبير جدًا من البروتستانت في الخارج، والمتعاطفين الفكريين مثل فيرغيريو، وكاميلو ريناتو، وجوليو دي ميلانو وفرانسيسكو درياندر، ولكنها شاركت أيضًا في مناسبتين أو ثلاث مناسبات، وفي حوالي عام 1550 أو بعد ذلك، فانضمت إلى القربان المقدس بالطريقة البروتستانتية مع بناتها ورفاقها المؤمنين. كانت حياة رينيه حزينة في هذه الأثناء على الرغم من مظهرها الخارجي الرائع، أجبر الإكراه الذي فرضه الدوق آخر ضيوفها الفرنسيين، وهما ابنة وصهر مدام دي سوبيز من بونس، إلى مغادرة البلاط في عام 1543، أدى الإصلاح المضاد الذي كان ساريًا في روما منذ عام 1542 إلى إنشاء محكمة خاصة تابعة لمحاكم التفتيش في فيرارا في عام 1545، والتي أُصدِر من خلالها في عامي 1550 و1551، أحكام بالإعدام ضد المتعاطفين مع البروتستانت (مثل فانيو من فاينزا وجورجيو من صقلية)، وإعدامهم من خلال السلطة المدنية.
وجّه الدوق إركولي أخيرًا اتهامًا ضد رينيه أمام ابن أخيها الملك هنري الثاني ملك فرنسا، ومن خلال المحقق أوريز، الذي وكله الملك بهذه المهمة. قُبِض على رينيه بتهمة الهرطقة، وأُعِلن عن مصادرة جميع ممتلكاتها ما لم تتراجع. قاومت رينيه بثبات لبعض الوقت، حتى أُبعِدت ابنتيها عنها، غالبًا إلى الأبد. استسلمت واعترفت في 23 سبتمبر 1554 كشرط للم شملها مع أطفالها، رفضت رينيه بعدها حضور القداس الذي كان بالنسبة لها شكلًا من أشكال ازدراء للأديان.

## العودة الى فرنسا
لم يكن توق رينيه للعودة إلى الوطن كافيًا إلا بعد مرور عام على وفاة زوجها في 3 أكتوبر 1559، بحيث وجدت صهرها زوج ابنتها الكبرى فرانسوا، دوق غيس، في فرنسا على رأس حزب الروم الكاثوليك. ولكن انهارت سلطته بوفاة ابن شقيقتها فرانسوا الثاني في ديسمبر 1560، فتمكنت رينيه من تنظيم عبادة بروتستانتية في بلدية مونتاغيس مع إشراك واعظ قدير من خلال تقديم طلب إلى كالفن، عملت رينيه متطوعة لدى البروتستانت المحيطين، مما جعل قلعتها ملجأ لهم عندما أشعل صهرها شعلة الحرب مرة أخرى.
حظي سلوكها بمدح كالفن مرة أخرى في 10 مايو 1563، إذ كانت واحدة من الشخصيات المكرر وجودها في مراسلاته في تلك الفترة، أظهر كالفن تقديره لتدخلها من أجل القضية الإنجيلية بشكل متكرر؛ ووجه إحدى أعماله الأخيرة باللغة الفرنسية المرسلة من فراش الموت، في 4 أبريل 1564 إليها. لم تعد قلعة رينيه تحظى بالاحترام كملجأ لزملائها المؤمنين خلال الحرب الدينية الثالثة (1568-1570)، وذلك بعد أن استمرت باستقبالهم دون التعرض لمضايقات في الحرب الدينية الثانية (1667). نجحت من ناحية أخرى في إنقاذ عدد منهم من مذبحة سان بارتيليمي عندما تصادف تواجدها في باريس. تركوها شخصيًا دون إزعاج في ذلك الوقت، وذلك على الرغم من سعي كاثرين دي مديشي إلى تحريكها للتراجع حينها، ولكن رينيه تجاهلتها كليًا.